# 櫛笥隆子
櫛笥 隆子（くしげ たかこ、慶長9年（1604年） - 貞享2年5月22日（1685年6月23日））は、江戸時代の女性。後水尾天皇の後宮で後西天皇の生母。女院。父は左中将櫛笥隆致（贈従一位、贈左大臣）。出仕名は勾当内侍、御匣殿、四条局。女院号は逢春門院（ほうしゅんもんいん）。

## 生涯
後水尾天皇が在位時は勾当内侍として近侍、のち、御匣殿別当となる。天皇譲位後の寛永8年（1631年）、皇女理昌女王（八重宮）を産み、後西天皇、八条宮穏仁親王、光子内親王、理忠女王など5男4女をもうける。貞享2年（1685年）5月16日に危篤となり、同日従三位に叙位され名を隆子と定められた。翌日准三宮となり、院号宣下を受けた（逢春門院）。同月22日に薨去。京都府京都市東山区今熊野泉山町の泉涌寺内にある月輪陵に墓がある。